# Muskelspezifische Rezeptortyrosinkinase
Die muskelspezifische Rezeptor-Tyrosinkinase (MuSK), auch Muskelspezifische Kinase, ist ein „Single-pass“-Transmembranprotein, das in Muskelzellen im Bereich der postsynaptischen Membran der neuromuskulären Endplatte gebildet wird. Es wird vom MUSK-Gen, das beim Menschen auf Chromosom 9 lokalisiert ist, kodiert (Genlocus 9q31). Das Enzym ist als Tyrosinkinase an der Phosphorylierung von Tyrosin-Resten beteiligt. Es spielt eine wichtige Rolle sowohl bei der Bildung (embryonal) als auch bei der Aufrechterhaltung der neuromuskulären Endplatte.

## Proteinstruktur
MuSK hat in der N-terminalen Region, die extrazellulär liegt, 3 immunglobulin-ähnliche (Ig-like) Domänen und eine Cystein-reiche Frizzled-ähnliche Domäne. C-terminal liegt die Tyrosinkinase-Domäne.

## Funktion
Die muskelspezifische Rezeptor-Tyrosinkinase wird durch das Enzym Agrin aktiviert, das von Motoneuronen, das heißt von Nervenendigungen an der neuromuskulären Endplatte, ausgeschüttet wird. Die Aktivierung führt über eine Signaltransduktion zum Rapsyn-abhängigen „Clustern“ der Acetylcholinrezeptoren.

## Medizinische Bedeutung von MuSK
Bestimmte Mutationen im MUSK-Gen führen zu einem kongenitalen myasthenen Syndrom mit Acetylcholin-Rezeptormangel (engl. congenital myasthenic syndrome with acetylcholine receptor deficiency, kurz CMS-ACHRD). Antikörper gegen das MuSK-Protein können zu einer Autoimmunerkrankung, der Myasthenia gravis, führen.

## Weiterführende Literatur
- N. Singhal, P. T. Martin: Role of extracellular matrix proteins and their receptors in the development of the vertebrate neuromuscular junction. In: Developmental neurobiology. Band 71, Nummer 11, November 2011, S. 982–1005, ISSN 1932-846X. doi:10.1002/dneu.20953. PMID 21766463. PMC 3472639 (freier Volltext). (Review).
- N. Ghazanfari, K. J. Fernandez u. a.: Muscle specific kinase: organiser of synaptic membrane domains. In: The international journal of biochemistry & cell biology. Band 43, Nummer 3, März 2011, S. 295–298, ISSN 1878-5875. doi:10.1016/j.biocel.2010.10.008. PMID 20974278. (Review).
- R. Madhavan, H. B. Peng: Molecular regulation of postsynaptic differentiation at the neuromuscular junction. In: IUBMB life. Band 57, Nummer 11, November 2005, S. 719–730, ISSN 1521-6543. doi:10.1080/15216540500338739. PMID 16511964. (Review).
- L. Strochlic, A. Cartaud, J. Cartaud: The synaptic muscle-specific kinase (MuSK) complex: new partners, new functions. In: BioEssays : news and reviews in molecular, cellular and developmental biology. Band 27, Nummer 11, November 2005, S. 1129–1135, ISSN 0265-9247. doi:10.1002/bies.20305. PMID 16237673. (Review).